# Rickie Lee Jones
Pour les articles homonymes, voir Jones.
Rickie Lee Jones est une chanteuse, musicienne et compositrice américaine née le 8 novembre 1954 à Chicago. Au cours de ses trente années de carrière, elle a enregistré des chansons dans différents styles incluant le rock, le R&B, le blues, la pop, la soul, l'électro (album Gostyhead en 1997) et le jazz. Elle reçoit sa première récompense en 1979 Grammy Award du meilleur nouvel artiste. En 1989, elle reçoit le Grammy Award de la meilleure performance vocale Jazz.

## Notice biographique
Ses parents, Richard et Bettye, sont sans domicile fixe et voyagent pour trouver du travail ; elle les décrit comme « indomptables » ; elle et son frère, qui perd une jambe dans un accident de mobylette à 16 ans, sont très proches. Devenue fugueuse régulière à la séparation de ses parents, elle use de drogues - de façon intermittente - dès l’âge de 14 ans. Confiée à sa mère, elle est exclue de son école à 16 ans ; à 21 ans, elle quitte sa mère et vit de travaux divers comme serveuse ou encore en chantant avec sa guitare dans un club de Venice. Compagne de Tom Waits de 1977 à 1979, ils se rencontrent lors de concerts donnés au club Troubadour, elle connut avec lui une histoire d'amour dont elle s'émeut encore bien des années plus tard lors d'un plateau télévision avec le présentateur Thierry Ardisson. Selon un souvenir d'époque rapporté par le musicien Mike Melvoin, à l'époque de sa relation avec Tom, elle calquait son personnage sur celui de son amoureux.

## Discographie
- 1979 : Rickie Lee Jones
- 1981 : Pirates
- 1983 : Girl at Her Volcano (EP) Disque microsillon de 25 cm de diamètre dans lequel on trouve une reprise de My Funny Valentine (Richard Rodgers ; Lorenz Hart) en concert.
- 1984 : The Magazine
- 1989 : Flying Cowboys
- 1991 : Pop Pop
- 1993 : Traffic From Paradise
- 1995 : Naked Songs - Live And Acoustic
- 1997 : Ghostyhead
- 2000 : It's Like This
- 2001 : Live at Red Rocks
- 2003 : The Evening Of My Best Day
- 2005 : Rickie Lee Jones: Duchess of Coolsville
- 2007 : The Sermon on Exposition Boulevard
- 2009 : Balm in Gilead
- 2012 : The Devil You Know
- 2015 : The Other Side Of Desire
- 2019 : Kicks (Album de reprises)
- 2023 : Pieces of Treasure

## Cinéma et télévision
Compositrice
- 1980 : Les Petites Chéries (Little Darlings, chanson : On Saturday Afternoon in 1963)
- 1985 : Subway (chanson : A Lucky Guy)
- 1991 : Frankie and Johnny (chanson : It Must Be Love)
- 1996 : Jerry Maguire (chanson : The Horses)
- 2000 : Lucky Numbers (chanson Easy Money)
- 2006 : Friends with Money

Parolière/Chanteuse
- 1980 : Les Petites Chéries (Little Darlings, chanteuse de On Saturday Afternoon in 1963)
- 1985 : Subway (parolière et chanteuse de A Lucky Guy)
- 1991 : South of Wawa
- 1991 : Frankie and Johnny (chanteuse de It Must Be Love)
- 1993 : Nuits blanches à Seattle (Sleepless in Seattle) (chanteuse de Makin' Whoopee)
- 2004 : Dr House (Saison 1, épisode 2 - On Saturday Afternoon in 1963)
- 2006 : Nos 18 ans (On Saturday Afternoon in 1963)

Apparitions
- 1979 : Saturday Night Live (invité musical, épisode 4.16)
- 1981 : Saturday Night Live (invité musical, épisode 7.2)
- 1982 : Saturday Night Live (invité musical, épisode 7.15)
- 1987 : Pinocchio and the Emperor of the Night (Fairy Godmother: voix)
- 1989 : Saturday Night Live (invité musical, épisode 15.2)
- 1994 : In Search of Angels (elle-même)
- 1996 : Naked Songs: The Life & Times of Rickie Lee Jones (elle-même)
- 1997 : Late Night with Conan O'Brien (elle-même, épisode daté du 01/08/97)
- 2004 : Tricks (Theresa)
- 2004 : Tout le monde en parle (elle-même, épisode daté du 03/01/04)
- 2010 : One Shot Not (invité musical, saison 3, épisode 7 daté du 04/03/10)